# シャークネード エクストリーム・ミッション
『シャークネード エクストリーム・ミッション』（Sharknado 3: Oh Hell No!）は、2015年のアメリカ合衆国のテレビ映画。
アメリカ合衆国では2015年7月22日に『Syfy』にて初放映された。

## あらすじ
二度もシャークネードの脅威からアメリカ合衆国を救ったフィン・シェパードは、ついに大統領から最高位の勲章を授与されることになった。ところが、式典の最中にまたしてもシャークネードが発生。フィンはなんとか大統領を守り抜くが、ワシントンD.C.及びホワイトハウスは壊滅的な被害を受けるのだった。
家族の身を案じたフィンは、妻と娘がいるオーランドの「ユニバーサル・スタジオ・フロリダ」へ向かうが、その道中で行方知れずになっていたノヴァと再会する。共にシャークネードと戦うことにした二人はオーランドへ行き、無事フィンの家族を無数のサメから救いだすのだった。
ところが、今回のシャークネードは複数同時に発生したため、互いに勢力を増していき今までとは比べ物にならないほど巨大なものと化していた。既存の爆発エネルギー量ではシャークネードを消滅させられず、フィンはNASAに長年勤めていた父ギルバートに助けを求め、共に宇宙からシャークネードへの攻撃を実行する。

## キャスト
フィン・シェパード
演 - アイアン・ジーリング、日本語吹替 - 堀内賢雄
シャークネードの脅威から二度もアメリカを救った英雄。本作ではついにその功績が認められ、大統領から最高位の勲章を授与される。だが、その式典の最中にシャークネードに襲われたことで、再度アメリカを救う戦いに身を投じることになる。本作では黄金のチェーンソーや二枚刃のチェーンソー、ビームチェーンソーを使ってサメを退治していく。
エイプリル・シェパード
演 - タラ・リード、日本語吹替 - ちふゆ
フィンの妻。前作の後、フィンと再婚し、彼との間にできた新たな子供を身ごもっている。前作で失った左腕にはチェーンソーが仕込まれている。
ノヴァ・クラーク
演 - キャシー・スケルボ、日本語吹替 - 甲斐田裕子
前々作の生存者。その時の経験からより一層サメを憎むようになっており、現在まで独自にシャークネードを追っていた。再びシャークネードと戦う日に備え、様々な戦闘術を身につけている。フィンに対しては現在でも好意を寄せており、彼がエイプリルとよりを戻したことに複雑な表情を見せる。
ルーカス・スティーヴンス
演 - フランキー・ムニッズ、日本語吹替 - 三上哲
ノヴァの相棒。彼女に同行し、装甲車の整備やシャークネードに関するデータの解析などを行っている。密かにノヴァに思いを寄せている。
クラウディア・シェパード
演 - ライアン・ニューマン、日本語吹替 - 竹村知美
フィンとエイプリルの娘。18歳の誕生日を祝うために友人と「ユニバーサル・スタジオ・フロリダ」を訪れていた。
ギルバート・グレイソン・シェパード
演 - デヴィッド・ハッセルホフ、日本語吹替 - 三上哲
フィンの父。NASAの元大佐。長年NASAで極秘任務に従事していたため、実際の宇宙には一度も行ったことがない。フィンに助けを求められ、共に宇宙へと旅立つ。
マーカス・ロビンス大統領
演 - マーク・キューバン
アメリカ合衆国大統領。フィンの功績を称え、勲章を授ける。シャークネードに襲われた際には、自ら銃を手に取りサメを撃退した。
メイ・ウェクスラー
演 - ボー・デレク、日本語吹替 - 品田美穂
エイプリルの母。フィンのことはあまり好いていない。
ジェス
演 - ブレア・ファウアー
クラウディアの友人。彼女と共に「ユニバーサル・スタジオ・フロリダ」を訪れていた。
ブライアン・ジョーンジー・ジョーンズ
演 - マイケル・ウィンスロー
NASAの長官。
ビリー
演 - ジャック・グリフォ（吉野貴大）
クラウディアに声をかけてきた青年。
エージェント・デヴロー
演 - ニーヨ
シークレットサービスのエージェント。
ブルース
演 - クリス・ジェリコ
「ユニバーサル・スタジオ・フロリダ」のライドアテンダント。
マーティン・ブロディ
演 - マーク・マクグラス、日本語吹替 - 三上哲
フィンの義理の弟。彼と共にホワイトハウスの式典に参列する。
ソニア・バック副大統領
演 - アン・コールター
アメリカ合衆国副大統領。
チャド
演 - メルヴィン・グレッグ
ビリーの友人。
リードエージェント・ヴォーデル
演 - クリストファー・ジャッジ
シークレットサービスのリードエージェント。
エージェント・バナー
演 - ルー・フェリグノ
シークレットサービスのエージェント。役名は『超人ハルク』の主役ブルース・バナーから。
ロック軍曹
演 - ロレンツォ・ラマス
基地に配属されている兵士。
バブス・ジェンセン
演 - キム・リチャーズ
「ユニバーサル・スタジオ・フロリダ」の職員。
ジャッキー・コリンズ
演 - 本人
小説家。ホワイトハウスの式典に参列していた。
ロベルタ・ウォレン軍曹
演 - ケリータ・スミス
基地に配属されている兵士。演じるケリータ・スミスは『Zネーション』でも同名の役を演じており、それを意識した台詞をルーカスと交わす。
ニューヨーク市長
演 - ロバート・クライン
前作でニューヨークを救ったフィンに黄金のチェーンソーを授ける。
ゴットリーブ大将
演 - ティム・ラス
基地の指揮官。フィンの友人。
ジョーイ・ロガーノ
演 - 本人
ナスカードライバー。
ブラッド・ケセロウスキー
演 - 本人
ナスカードライバー。
ジョージ・R・R・マーティン
演 - 本人
小説家。「ユニバーサル・スタジオ・ハリウッド」を訪れていた。
マット・ラウアー
演 - 本人、日本語吹替 - 高木渉
『Today』の司会者。前作に引き続き登場。
アル・ローカー
演 - 本人
『Today』のお天気キャスター。前作に引き続き登場。
この他にも数多くの有名人やスポーツ選手がカメオ出演している。